# Cantabile
Cantabile (it., av senlat. cantabilis "möjlig att sjunga") är en musikterm. Sångbart, uttrycksfullt med framhävande av melodin.
Cantabile är också namnet på den första långsamma delen av en dubbelaria i italiensk opera från 1700- och 1800-talet. Cantabile är också namnet på en kör i svenska kyrkan. Kören bildades 1998 och finns i Vrigstad, Sävsjö kommun.
Det är även namnet på en kör i Ansgarskyrkan, Västerås.